# Radio Belgrad
Radio Belgrad (în sârbă Радио Београд, Radio Beograd) este o stație radio deținută de stat și operată în Belgrad, Serbia. Are patru programe diferite (Radio Belgrad 1, Radio Belgrad 2, Radio Belgrad 3 și Radio Belgrad 202), o arhivă prețioasă cu câteva sute de mii de înregistrări, casete magnetice și CD-uri și face parte din Radio Televiziunea Sârbă. 

## Istorie
Predecesorul Radioului Belgrad, Radio Belgrad-Rakovica, a început emisia în 1924 și a făcut parte dintr-o stație de radio-telegraf. În octombrie 1924, stația de radio-telegraf Belgrad-Rakovica, deținută de o companie franceză, a primit undă verde de la stat să instaleze o stație radio-electrică și să emită o oră de programe radio de trei ori pe săptămână cu un aparat radio-telegrafic-telefonic. Prin acordul Ministerului Poștelor și Telegrafului Regatului Sârbilor, Croaților și Slovenilor a fost introdusă plata unui abonament radio.
După instalarea emițătorului pe clădirea Academiei Sârbe de Științe și Arte din Belgrad, la 8 martie 1929, Radio Belgrad AD a început difuzarea experimentală. Prima transmisie a avut loc la 24 martie 1929, iar onoarea de a anunța acel început solemn a aparținut jurnalistei Jelena Bilbija Lapcevic (1902 -1964).
Programul Radio Belgrad AD era format din muzică, buletine de știri, teatru radiofonic și transmisii în direct de la teatru etc. 
Radioul a încetat să mai difuzeze la 6 aprilie 1941, în timpul bombardamentului de la Belgrad. După ocuparea Belgradului, Radio Belgrad a devenit un post de radio al armatei germane sub numele de Soldatensender Belgrad (Radio Militar Belgrad) pe aceeași frecvență. A fost disponibil în toată Europa și în Marea Mediterană. Un locotenent german a adus de la Viena piesa puțin cunoscută, de 2 ani, „Lily Marlene”, cântată de Lale Andersen. Lui Erwin Rommel i-a plăcut atât de mult cântecul încât a cerut postului de radio să-l transforme în semnătura emisiunii de știri. Începând de pe 18 august 1941 și până la sfârșitul războiului, Radio Belgrad a transmis cântecul în fiecare seară la ora 21:55, exact înainte de finalul emisiunii. Postul era recepționat și de trupele aliate plasate în zona Mării Mediterane, astfel că în scurt timp a devenit cântecul favorit al tuturor soldaților din zonă, indiferent de tabăra în care se găseau.  Din cauza lipsei altor melodii, Radio Belgrad a transmis foarte des această melodie.
După ce guvernul nazist a ordonat apoi să înceteze difuzarea melodiei, Radio Belgrad a primit numeroase scrisori de la soldații Axei din toată Europa, cerându-i să transmită din nou melodia „Lili Marleen”. Ca răspuns, Radio Belgrad a retransmis melodia.  
După ce partizanii lui Iosip Broz Tito au preluat puterea în 1944, un nou Radio Belgrad, de data aceasta sub control comunist, și-a continuat transmisia și a devenit treptat cel mai influent serviciu media din Serbia și fosta Iugoslavie. 
În 1951, Radio Belgrad a creat un studio format din două prese pentru crearea de înregistrări gramofonice în Dorćol, un cartier din Belgrad. Astfel, Radio Belgrad este considerat fondatorul casei de discuri PGP (Produkcija gramofonskih ploča). În 1959, odată cu apariția Televiziunii Belgrad, Radio Belgrad a mărit producția de înregistrări, iar PGP a devenit PGP-RTB (Produkcija gramofonskih ploča Radio televizije Beograd).
În zilele noastre, Radio Belgrad este transformat într-un radiodifuzor de servicii publice.